# Çeşme
Çeşme är en stad i västra Turkiet vid Egeiska havet, i provinsen Izmir. Folkmängden uppgick till 21 394 invånare i slutet av 2011. Staden kallades Kysos på antik grekiska och Kysus av romarna.